# Zdenka Pozaić
Zdenka Pozaić (Čazma, 15. studenoga 1940.) hrvatska je akademska slikarica, grafičarka i dizajnerica.
Grafički odjel Škole primijenjenih umjetnosti u Zagrebu završila je 1960. godine, a 1966. diplomirala na Zagrebačkoj akademiji likovnih umjetnosti u klasi profesora Alberta Kinerta. Godine 1968. završila je Specijalku za grafiku kod profesora Marijana Detonija.
Od 1964. do 1969. boravila je u engleskim gradovima Richmondu, Windsoru i Londonu te Škotskoj i Irskoj. Veliko nadahnuće za rad u drvorezu i linorezu pronašla je na izložbama japanske grafike u Victorijinom i Albertovom muzeju.
Osim u svim većim hrvatskim gradovima,  imala je samostalne izložbe u Erlangenu, Zürichu, Ljubljani, Bonnu, Pragu i Suwalkiju. Sudjelovala je na više od 300 skupnih izložbi u gotovo svim europskim zemljama, Australiji, Egiptu, Kini, Južnoj Koreji, Kanadi, Iranu i Indoneziji.
U svojim je grafikama, pjesničko-grafičkim mapama, kolažima i reljefima u drvu posebno posvećena sakralnoj tematici. Objavila je šest pjesničko-grafičkih mapa (među kojim se ističe Biti mi daj Bonaventure Dude) i 48 naslova u nakladi Riječ i slika. Pokrenula je biblioteku DUB u kojoj je objavila djela starijih hrvatskih pjesnika, poput Marka Marulića i Ive Vojnovića.
Na granici figuracije i apstrakcije radi crteže, drvoreze i linoreze u kojima motive iz stvarnosti prevodi u arabesku čvrstih linija i treperavih ploha, ostvarujući iznimnu sintezu dojma (Dvorište u Čazmi, 1970; Autoportret ili šum mora, 1983).
Dobitnica je Reda Danice Hrvatske s likom Marka Marulića.